# Distretto di Jequetepeque
Il distretto di  Jequetepeque  è uno dei cinque distretti della provincia di Pacasmayo, in Perù. Si trova nella regione di La Libertad e si estende su una superficie di  50,98 chilometri quadrati.